# パークベン

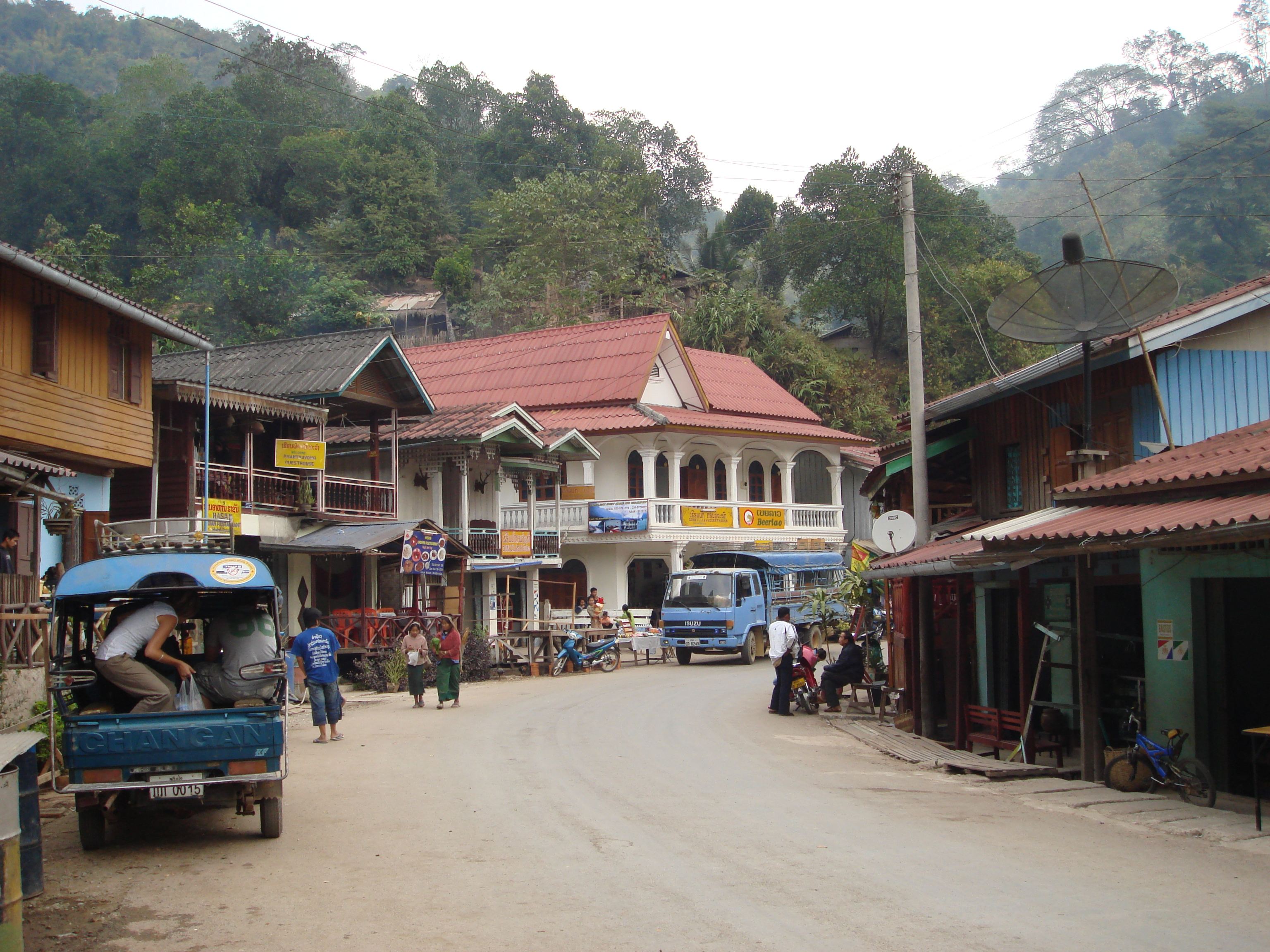
パークベン

パークベン (ປາກແບ່ງ, Pakbeng) はタイと国境を接するフアイサーイからルアンパバーンへメコン川を下る途中、およそ中間に位置するラオスの小さな村である。ウドムサイ県に属する。ナムベン川沿いの道路によってウドムサイと接続する。
町はルアンパバーンとフアイサーイ間を行くボートの主要な停留所である。スピード・ボートを利用すると、数時間で同日に到着する一方、2日間にわたって行くスロー・ボートは、途中のパークベンで係留され一夜を過ごす。レストランやサウナが併設されたゲストハウスが多数ある。また多くの山岳民族が近くに住んでいる。メコンの下流に引き続き旅をする場合、食料雑貨類を購入できる。マリファナやアヘンは千年来の文化の一部であり、村を通り抜ける多くの外国人旅行者が手に入れているかもしれない。
パークベンは2005年に本道が舗装され、また世界銀行から川への感謝融資により水力発電所が完成した。それ以前は、すべての施設や家は自家用の電気ジェネレータで発電するか、全く電気が通らないかの何れかであった。ほとんどの場所が午後10時までに閉まるので、晩は静かである。
村から遠くない丘に小さなワットがある。それはかつてのラーンナー王国の非常に古風で趣のある仏教寺院の例である。300年前のタイの王国との戦争の間に、古い寺の多くは破壊されている。